# Felipe Gaete
Felipe Javier Gaete Contreras (Copiapó, Chile, 16 de mayo de 1996) es un futbolista chileno. Se desempeña como volante y actualmente milita en Deportes Copiapó de la Primera División de Chile.

## Trayectoria

### Inicios
Realizó sus divisiones inferiores en Everton de Viña del Mar y Deportes Copiapó.

### Deportes Copiapó
El año 2017 es citado para el primer equipo. Hizo su debut oficial como profesional el día 29 de abril de 2017, en un encuentro válido por el Campeonato Nacional de Primera División B de la Asociación Nacional de Fútbol Profesional 2016-17 ante Magallanes ingresando en los 79 minutos transcurridos, en el cual el elenco copiapino triunfó 1-0 en Estadio Luis Valenzuela Hermosilla.

### Deportes Vallenar
En 2018 se fue cedido a Deportes Vallenar donde consiguió mayor regularidad.

### San Marcos de Arica
En 2019 otra vez fue cedido en San Marcos de Arica, donde consiguió más regularidad y salió campeón de la Segunda División de Chile 2019.

### Regreso a Deportes Copiapó
A mediados de 2019, regreso a Deportes Copiapó donde juega actualmente,

## Estadísticas
| Club                        | Div.          | Temporada     | Liga  | Liga  | Copas nacionales | Copas nacionales | Torneos internacionales | Torneos internacionales | Total | Total |
| Club                        | Div.          | Temporada     | Part. | Goles | Part.            | Goles            | Part.                   | Goles                   | Part. | Goles |
| --------------------------- | ------------- | ------------- | ----- | ----- | ---------------- | ---------------- | ----------------------- | ----------------------- | ----- | ----- |
| Deportes Copiapó · Chile    | 2.ª           | 2016-17       | 11    | 0     | —                | —                | —                       | —                       | 11    | 0     |
| Deportes Copiapó · Chile    | 2.ª           | 2017          | 16    | 0     | 2                | 0                | —                       | —                       | 18    | 0     |
| Deportes Copiapó · Chile    | 2.ª           | 2018          | 1     | 0     | 1                | 0                | —                       | —                       | 2     | 0     |
| Deportes Vallenar · Chile   | 3.ª           | 2018          | 24    | 4     | —                | —                | —                       | —                       | 24    | 4     |
| Deportes Vallenar · Chile   | Total club    | Total club    | 24    | 4     | 0                | 0                | 0                       | 0                       | 24    | 4     |
| San Marcos de Arica · Chile | 3.ª           | 2019          | 11    | 0     | 2                | 0                | —                       | —                       | 13    | 0     |
| San Marcos de Arica · Chile | Total club    | Total club    | 11    | 0     | 2                | 0                | 0                       | 0                       | 13    | 0     |
| Deportes Copiapó · Chile    | 2.ª           | 2019          | 2     | 0     | —                | —                | —                       | —                       | 2     | 0     |
| Deportes Copiapó · Chile    | 2.ª           | 2020          | 22    | 0     | —                | —                | —                       | —                       | 22    | 0     |
| Deportes Copiapó · Chile    | 2.ª           | 2021          | 23    | 2     | 1                | 0                | —                       | —                       | 24    | 2     |
| Deportes Copiapó · Chile    | 2.ª           | 2022          | 0     | 0     | —                | —                | —                       | —                       | 0     | 0     |
| Deportes Copiapó · Chile    | 1.ª           | 2023          | 0     | 0     | 0                | 0                | —                       | —                       | 0     | 0     |
| Deportes Copiapó · Chile    | Total club    | Total club    | 75    | 2     | 4                | 0                | 0                       | 0                       | 80    | 2     |
| Total carrera               | Total carrera | Total carrera | 110   | 6     | 6                | 0                | 0                       | 0                       | 116   | 6     |
| 1. 2.                       |               |               |       |       |                  |                  |                         |                         |       |       |

## Palmarés

### Títulos nacionales
| Título                       | Club                | País  | Año  |
| ---------------------------- | ------------------- | ----- | ---- |
| Segunda División Profesional | San Marcos de Arica | Chile | 2019 |